# Robertina Šebjanič
Robertina Šebjanič je slovenska intermedijska umetnica, ki v svojih projektih raziskuje odnose med človekom in vodnim okoljem ter vpliv sodobne tehnologije in znanosti na žive organizme. Njeno delo pogosto temelji na sodelovanjih z znanstveniki in vključuje teme, kot so okoljski vplivi, medvrstna komunikacija in sonaravni pristopi k razumevanju živih sistemov.
Njena umetniška praksa združuje raziskovalne pristope s področij biologije, ekologije in akustike, pri čemer se osredotoča predvsem na podvodne habitate. Posebno pozornost namenja t. i. zvočnemu onesnaževanju oceanov ter nevidnim antropogenim spremembam, ki jih človek povzroča v vodnem okolju. 
Njena dela so bila nagrajena, prejela so častna priznanja ali nominacije na Prix Ars Electronica, STARTS Prize, Falling Walls in Re:Humanism.
Njeno delo je bilo predstavljeno na številnih mednarodnih razstavah, festivalih in bienalih sodobne in intermedijske umetnosti. Med pomembnejšimi prizorišči so: ZKM (Karlsruhe), Ars Electronica (Linz), Tribeca Immersive (New York), Matadero (Madrid), Kunstgewerbemuseum (Berlin), WRO Biennale (Vroclav), Sea Art Festival (Busan), Museum für Kunst und Gewerbe Hamburg (MK&G), Galerija Cukrarna, (+MSUM) v Ljubljani, ter muzeji sodobne umetnosti v Zagrebu (MSU), Beogradu (MSUB) in Puli, mao Muzej za arhitekturo in oblikovanje v Ljubljani (MAO), CAAM – Atlantic Center of Modern Art (Grand Canaria), Le Cube (Paris), CWB (Paris), MOMENTUM 13, the Nordic Biennale of Contemporary Art (Moss), Taragaon Next (Kathmandu), Biennale of Arts and the Ocean in Nice at La Villa Arson (Nice), The CENTQUATRE-PARIS..
Sodelovala je tudi s centri za umetnost in znanost, kot so Art Laboratory Berlin, Le Cube in La Gaîté Lyrique v Parizu, Laboratorio Arte Alameda in Centro de Cultura Digital v Ciudad de Mexicu, ter Akbank Sanat v Istanbulu.
Poleg razstavnega dela se redno vključuje v predavanja in strokovna gostovanja v akademskem in raziskovalnem kontekstu. Svoja dognanja je predstavila na univerzah in raziskovalnih središčih, med drugim na Stanford University (Palo Alto), UCLA ArtSci Center (Los Angeles), ITMO University (St. Peterburg), UNAM (Ciudad de Mexico) in Univerzi v Novi Gorici. Gostovala je tudi na konferencah, kot so ISEA (Pariz, Brisbane), MARE (Amsterdam), re:publica (Berlin), TTT (Mexico City, Ljubljana) in KIKK Festival (Namur).
https://mgml.si/sl/center-tobacna/razstave/411/robertina-sebjanic/
https://ars.electronica.art/starts-prize/en/echinoidea-future/
https://ars.electronica.art/starts-prize/en/aqua_forensic/
https://www.youtube.com/watch?v=8PCf1ouJXxc&ab_channel=FallingWallsFoundation
https://mgml.si/sl/mestni-muzej/razstave/562/robertina-sebjanic-so_zvocje-1884-km2/
https://www.shapeplatform.eu/artist/robertina-sebjanic/
https://fondationtaraocean.org/en/artistic-news/robertina-sebjanics-logbook-echo-of-the-abyss/
https://www.bloomsburycollections.com/encyclopedia-chapter?docid=b-9781350359499&tocid=b-9781350359499-chapter29&pdfid=9781350359499.ch-29.pdf
https://tba21.org/worldoceanday2024
https://www.youtube.com/watch?v=BNybwRyNPds&ab_channel=FondationTaraOc%C3%A9an
https://robertina.net/bio/
1. ↑  CONOR
2. ↑  Robertina Sebjanic